# 長野県道14号下諏訪辰野線
長野県道14号下諏訪辰野線（ながのけんどう14ごう しもすわたつのせん）は、長野県諏訪郡下諏訪町から岡谷市を経て、上伊那郡辰野町に至る県道（主要地方道）である。

## 概要
路線は天竜川に沿い、東日本旅客鉄道（JR東日本）中央本線辰野支線や中央自動車道と併走する。
下辰線（しもたつせん）の愛称があり、岡谷市では本通りとも呼ばれている。辰野町では市街地を東西に走って、宮木交差点で国道153号に接続している。
起点から岡谷市長地までは国道20号と重複しており、下諏訪町内に単独区間はない。また国道20号下諏訪岡谷バイパスおよび、国道142号新和田トンネル有料道路の延伸により、その交点から長地交差点の区間が県道14号の区域に含まれている。

### 路線データ
- 路線認定[1]
  - 起点：諏訪郡下諏訪町
  - 終点：上伊那郡辰野町
  - 重要な経過地：岡谷市
- 道路の区域[2]

湖北トンネル北交差点

岡谷市街付近

  - 起点：諏訪郡下諏訪町社字社19番地先（国道20号上）
  - 終点：上伊那郡辰野町大字伊那富3093番の4地先（宮木交差点、国道153号交点）
  - 実延長：15.5514 km
- 道路法第7条第1項該当号：1号[3]

## 歴史
- 1922年（大正11年）1月6日 - 府県道下諏訪伊那線、朝日伊那富線の認定[4]。
- 1954年（昭和29年）1月20日 - 下諏訪伊那線の一部（起点・下伊那郡辰野町平出間）、朝日伊那富線（下伊那郡辰野町平出・終点間）を主要地方道下諏訪辰野線に指定[5]。
- 1955年（昭和30年）2月3日 - 長野県道下諏訪辰野線の認定[1]。
- 1993年（平成5年）5月11日 - 建設省から、県道下諏訪辰野線が下諏訪辰野線として主要地方道に再指定される[6]。

## 路線状況

平出交差点付近

### 重複区間
- 国道20号（諏訪郡下諏訪町社、起点 - 岡谷市長地・長地交差点）
- 長野県道19号伊那辰野停車場線（辰野町平出交差点 - 中央交差点）

## 地理

### 通過する自治体
- 諏訪郡下諏訪町
- 岡谷市
- 上伊那郡辰野町

### 交差する道路
- 国道20号上（諏訪郡下諏訪町社、起点）
- 国道20号・長野県道14号下諏訪辰野線 支線（岡谷市長地・長地交差点）
- 長野県道16号岡谷茅野線・長野県道254号楢川岡谷線（岡谷市本町・本町交差点）
- 長野県道13号岡谷停車場線（岡谷市本町・本町1丁目交差点）
- 長野県道19号伊那辰野停車場線・長野県道50号諏訪辰野線（辰野町平出・平出交差点）
- 長野県道187号伊那富辰野停車場線（辰野町本町・中央交差点）
- 国道153号（辰野町宮木・宮木交差点、終点）

支線
- 国道20号 下諏訪岡谷バイパス・国道142 新和田トンネル有料道路（岡谷市長地鎮、湖北トンネル南交差点）
- 国道20号（長野県道14号下諏訪辰野線 重複）（岡谷市長地・長地交差点）

### 沿線にある施設など

岡谷市役所

川岸駅

- 岡谷市役所
- 岡谷市民病院
- 岡谷郵便局
- 鶴峯公園
- 天竜川
- 川岸駅
- 湖北行政事務組合
- ほたる童謡公園
- 伊那警察署辰野町警部交番
- 宮木駅